# Calycomyza frickiana
Calycomyza frickiana är en tvåvingeart som beskrevs av Spencer 1986. Calycomyza frickiana ingår i släktet Calycomyza och familjen minerarflugor. Inga underarter finns listade i Catalogue of Life.